# آیتو ان
آیتو ان (انگلیسی: Ito En) شرکت صنایع غذایی ژاپنی است، که در سال ۱۹۶۶ تأسیس شد.